# 藤原能実
藤原 能実（ふじわら の よしざね）は、平安時代後期の公卿。藤原北家、摂政関白太政大臣・藤原師実の四男。官位は正二位・大納言。小野宮大納言と号した。

## 経歴
白河朝の永保2年（1082年）元服して従五位上に叙され、侍従次いで左近衛権少将に任官。翌永保3年（1083年）正五位下・左近衛中将、応徳2年（1085年）従四位下、応徳3年（1086年）従四位上・蔵人頭、寛治元年（1087年）5月に正四位下と、摂関家の子弟として順調に昇進し、同年11月に従三位に叙せられ公卿に列した。まもなく近衛中将から侍従に遷り、寛治7年（1093年）篤子内親王が中宮に立てられると中宮権大夫を兼ねる。また、同年には正三位への昇叙を受けている。
嘉保3年（1096年）参議に任ぜられると、翌永長2年（1097年）には左兵衛督も兼帯した。康和元年（1099年）権中納言に昇進し、引き続き左兵衛督・中宮権大夫の兼官を帯び続けた。その後、康和2年（1100年）従二位、康和4年（1102年）正二位と昇進を重ね、長治元年（1104年）には検非違使別当も兼ねるが、天仁元年（1108年）に別当を辞している。
永久3年（1115年）中納言に昇進し、保安3年（1122年）大納言に至る。また、同年には皇后・藤原璋子の皇后宮大夫を兼ねた。
かねてより飲水病（糖尿病）を病んでおり、大治4年（1129年）鳥羽院政が開始される頃より出仕ができなくなる。長承元年（1132年）には腫れ物も病み、同年8月18日に出家し、9月10日に薨去。享年63。

## 官歴
注記のないものは『公卿補任』による。
- 永保2年（1082年） 正月：元服、従五位上。正月21日：侍従。2月28日：左近衛権少将
- 永保3年（1083年） 正月6日：正五位下（労）[3]。2月1日：左近衛（権）中将[3]、兼美作介
- 応徳2年（1085年） 正月6日：従四位下（労）[3]
- 応徳3年（1086年） 12月8日：蔵人頭。12月16日：従四位上（院御給、御即位）
- 寛治元年（1087年） 正月25日：止美作介[3]。5月21日：正四位下（太上皇御幸平等院日賞）。11月10日：兼備中権守。11月18日：従三位（大嘗会国司主基）[3]。12月13日：兼侍従、止中将[3]
- 寛治6年（1092年） 正月：兼周防権守
- 寛治7年（1093年） 正月3日：正三位。2月22日：中宮権大夫（篤子内親王立后日）、侍従如元
- 嘉保3年（1096年） 正月：参議
- 永長2年（1097年） 正月：兼左兵衛督、丹波権守
- 康和元年（1099年） 12月：権中納言、督権大夫等如元
- 康和2年（1100年） 正月17日：従二位（春日行幸行事賞）
- 康和3年（1101年） 2月13日：服解（父）。3月15日：復任
- 康和4年（1102年） 3月20日：正二位（御賀日賞、中宮権大夫）
- 長治元年（1104年） 11月：検非違使別当
- 天仁元年（1108年） 9月18日：辞別当。10月14日：右衛門督
- 天永2年（1111年） 正月23日：左衛門督
- 永久2年（1114年） 10月1日：止大夫（依宮崩給也）
- 永久3年（1115年） 4月28日：中納言
- 保安3年（1122年） 12月17日：大納言。12月21日：兼皇后宮大夫（皇后・藤原璋子）
- 長承元年（1132年） 8月18日：出家。9月10日：薨去[4]

## 系譜
『尊卑分脈』による。
- 父：藤原師実
- 母：藤原基貞の娘
- 妻：藤原基仲の娘
  - 男子：藤原基能（?-1121）
- 妻：藤原祐家の娘
  - 男子：藤原忠頼（?-1143）
- 妻：光清の娘
  - 男子：真勝
- 生母不詳の子女
  - 女子：中納言忠季室
  - 女子：源師頼室
  - 女子：藤原宗能室
  - 女子：源師隆室
  - 女子：藤原忠宗室